# 前51年
| 千纪： | 前1千纪 |
| 世纪： | 前2世纪 \| 前1世纪 \| 1世纪                                                                                |
| 年代： | 前80年代 \| 前70年代 \| 前60年代 \| 前50年代 \| 前40年代 \| 前30年代 \| 前20年代                           |
| 年份： | 前56年 \| 前55年 \| 前54年 \| 前53年 \| 前52年 \| 前51年 \| 前50年 \| 前49年 \| 前48年 \| 前47年 \| 前46年 |
| 纪年： | 西汉甘露三年                                                                                               |

## 大事记
- 汉代
  - 汉宣帝召集诸儒在石渠閣讲五经同异，皇帝亲自裁决。立梁丘贺易、大小夏侯尚书和谷梁春秋博士，即为国家正统，所產生奏疏輯成稱為石渠議奏。
  - 匈奴呼韓邪單于親自前來長安朝見漢帝，成為第一位到漢廷朝見的單于。漢宣帝因匈奴歸降，回憶往昔輔佐有功之臣，乃令人畫十一名功臣圖像于麒麟閣以示紀念和表揚，列霍光為第一，其次張安世、韓增、趙充國、魏相、丙吉、杜延年、劉德、梁丘賀、蕭望之、蘇武。
- 古羅馬
  - 凱撒併吞高盧全境。
- 古埃及
  - 克利奥帕特拉七世登位。

## 出生
- 漢成帝劉驁（前51年-前7年），西漢的第十二位皇帝。
- 王昭君，漢元帝時期的宮女、和親女性。